# Diada de Sant Fèlix 2013
La diada castellera de Sant Fèlix del 2013 tingué lloc el divendres 30 d'agost del 2013 a la plaça de la Vila de Vilafranca del Penedès. Les quatre colles participants van ser els Castellers de Vilafranca, la Colla Joves Xiquets de Valls, els Minyons de Terrassa i la Colla Vella dels Xiquets de Valls.
Fou una diada especialment important per a la colla dels Castellers de Vilafranca, perquè aconseguiren descarregar un 3 de 10 amb folre i manilles per primera vegada com a colla i per tercera vegada a la història del món casteller. L'actuació de tres castells i pilar feta per aquesta colla es convertí en la millor actuació mai feta per una colla castellera.

## Sorteig d'ordre d'actuació
El 13 d'agost del 2013 va celebrar-se el sorteig per decidir l'ordre d'actuació de les quatre colles a la diada de Sant Fèlix. L'acte va tenir lloc a l'auditori del Vinseum de Vilafranca del Penedès i va comptar amb la participació dels administradors de la Festa Major de Vilafranca del Penedès i els caps de colla de les formacions que hi participaran: Pere Almirall, dels Castellers de Vilafranca; Manel Urbano, de la Colla Vella dels Xiquets de Valls; Jordi Guasch, de la Colla Joves Xiquets de Valls; i Màrius Boada, dels Minyons de Terrassa.

## Colles participants i castells assolits
| Resultat              |
| --------------------- |
| Descarregat (D)       |
| Carregat (C)          |
| Intent (I)            |
| Intent desmuntat (ID) |

| Ordre | Colla                             | 1a ronda  | 2a ronda  | 3a ronda | Ronda de repetició | Ronda de pilars |
| ----- | --------------------------------- | --------- | --------- | -------- | ------------------ | --------------- |
| 1rs   | Castellers de Vilafranca          | 4de9fa    | 3de10fm   | 4de9sf   | —                  | Pde8fm          |
| 2ns   | Colla Joves Xiquets de Valls      | 3de9f     | 5de9f     | 4de9f    | —                  | 3 Pde5          |
| 3rs   | Minyons de Terrassa               | 2de9fm(c) | 3de9f     | 4de9f(c) | —                  | 2 Pde5          |
| 4ts   | Colla Vella dels Xiquets de Valls | 3de9f     | 2de9fm(c) | 4de9f(c) | —                  | Pde8fm(c)       |

- Llegenda: (f) folre, (sf) sense folre, (m) manilles, (a) amb l'agulla.